# Syzygium samoense
Syzygium samoense là một loài thực vật có hoa trong Họ Đào kim nương. Loài này được (Burkill) Whistler miêu tả khoa học đầu tiên năm 1978.